# Christian Seel (Schachspieler)
Christian Seel (* 28. Dezember 1983 in Troisdorf) ist ein deutscher Schachspieler.

## Leben
Christian Seel studierte Wirtschaftswissenschaften an der Universität Bonn. Er ist Associate Professor an der Universität Maastricht.
Er ist Internationaler Meister (seit Juli 2004) und war Kadermitglied der deutschen Nationalmannschaft. Trainiert wurde er hauptsächlich von Thomas Jackelen, er bekam aber auch in seiner Zeit bei der SG Porz Training von Christopher Lutz und beim Godesberger SK von Rustam Kasimjanov. Inzwischen ist der Troisdorfer selbst Landesjugendtrainer des SBNRW (Schachbund Nordrhein-Westfalen).

## Erfolge im Schach
Bei den deutschen Jugendeinzelmeisterschaften U18 (im Juni 2001) in Willingen wurde er hinter Thomas Pähtz jun. und Stanislaw Korotkjevich Dritter. Im Mai 2002 gewann er die Offene Stadtmeisterschaft von Schweinfurt, im Juli 2002 das Godesburg Open des Godesberger SK. Bei der NATO-Meisterschaft in Høvelte (Dänemark) im September 2003 wurde er mit der Bundeswehr Mannschaftsmeister und Zweiter in der Einzelkonkurrenz. Im Oktober 2003 gewann er das Gocher Open. Bei der Offenen Internationalen Bayerischen Schach-Meisterschaft im November 2003 in Bad Wiessee bekam Seel den Ratingpreis für den besten Jugendlichen. Beim Gibtele.com Masters in Gibraltar erzielte er im Februar 2004 seine dritte IM-Norm. Im März 2005 gewann er das Internationale Jugendturnier in Los Llanos de Aridane. Deutscher Internetmeister U25 wurde er im April 2005. Mit der Godesberger Mannschaft wurde er am Spitzenbrett 2005 erst NRW-Pokalmannschaftsmeister und dann im März 2006 in Herford NRW-Blitz-Mannschaftsmeister (mit Kasimjanov an Brett 1).
Über die SG Porz kam er zum Godesberger SK, für den er in der Saison 2005/06 in der deutschen Schachbundesliga spielte. Wegen eines längeren Studienaufenthaltes in Spanien war er in der Saison 2006/07 unterklassiger gemeldet, und zwar bei der SG Niederkassel, mit der er am Spitzenbrett das Finale der nordrhein-westfälischen Blitzmannschaftsmeisterschaft erreichen konnte. Von der Saison 2007/08 bis zur Saison 2009/10 spielte er in der 1. Bundesliga bei den Sportfreunden Katernberg, in den Saisons 2010/11 und 2011/12 beim SC Remagen, danach beim Aachener SV, überwiegend in der 2. Bundesliga West sowie in der Saison 2019/21 in der 1. Bundesliga. In Belgien spielte er früher für Namur Echecs, in der Saison 2013/14 wurde er mit dem KSK 47 Eynatten belgischer Mannschaftsmeister, in der Saison 2014/15 spielt er für den KSK Rochade Eupen-Kelmis. In Österreich spielte er in der Saison 2010/11 für Wüstenrot SIR Salzburg, in der niederländischen Meesterklasse spielt er seit 2012 für die Schaakvereniging Voerendaal (seit 2018 SV Zuid-Limburg).
Im Februar 2015 liegt er auf dem 61. Platz der deutschen Elo-Rangliste.

## Erfolge im Shōgi
Im Shōgi trägt er den Meisterrang 2. Dan und liegt mit Stand Juli 2013 mit einer Elo-Zahl von 1864 auf dem vierten Platz der deutschen Rangliste. Er gewann im Januar 2011 ein Turnier in Enschede, wurde im März 2011 Zweiter beim Tokin-Turnier in Den Haag und gewann im Mai 2011 ein Turnier in Ludwigshafen. Im Januar 2012 konnte er seinen Titel in Enschede verteidigen und wurde Ende des Monats Deutscher Meister in Heigenbrücken.

## Veröffentlichungen
- Geheimwaffe Philidor. Chessgate, Nettetal 2005, ISBN 3-935748-11-6. (Antoschin-Variante)